# Anatasak Rachmasri
Anatasak Rachmasri (thailändisch อนันตศักดิ์ ราชมาศรี, * 12. Februar 1998) ist ein thailändischer Fußballspieler.

## Karriere
Anatasak Rachmasri stand bis Dezember 2018 beim Phrae United FC unter Vertrag. Mit dem Verein aus Phrae spielte er in der Upper Region der Thai League 3dritten Liga. Zu Beginn der Saison 2019 wechselte er nach Ubon Ratchathani zum Thai League 2Zweitligisten Udon United FC. Für Udon absolvierte er 16 Zweitligaspiele. Die Saison 2020/21 spielte er bei den Drittligisten Marines Eureka FC, der in der Eastern Region und dem Yasothon FC, der in der North/Eastern Region antrat. Zu Beginn der Saison 2021/22 unterschrieb er einen Vertrag beim Zweitligisten Udon Thani FC. Sein Zweitligadebüt für Udon Thani gab er am 26. September 2021 (5. Spieltag) im Auswärtsspiel gegen den Nakhon Pathom United FC. Hier wurde er in der 85. Minute für den Südkoreaner Lim Chang-kyoun eingewechselt. Das Spiel endete 2:2. Nach der Hinrunde wechselte er zu seinem ehemaligen Verein Yasothon FC. Hier stand er bis Ende 2022 unter Vertrag.